# Црква Светог великомученика Георгија у Бијељини
Црква Светог великомученика Георгија или црква Светог Ђорђа у Бијељини подигнута је 1869. године и припада Епархији зворничко-тузланској. Смјештена је у самом центру града, у улици Светог Саве у Бијељини у Републици Српској у Босни и Херцеговини. Храм је изграђен као једнобродна грађевина димензија 26 х 13,7 метара. Према подацима из рукописа проте Павла Катанића, освјештање новоизграђеног храма обавио је тадањши епископ зворничко-тузлански Пајсије из Видина 1869. године. Храм је живописао Чехословак Карло Мацеџ током 1948. године. Доњи дио апсиде олтара који је раније био прекривен итисонима, као и дио зида који је створен зазиђивањем јужних врата на лађи цркве живописани су у периоду 2009-2010 од стране академског сликара Јована Атанацковића из Београда. Иконостас је рађен од липовог дрвета са налијепљеним позлаћеним рељефним дуборезом.

## Историја
Први траг о Цркви Светог великомученика Георгија у Бијељини налазимо у попису Митрополије београдске, 1735. године. Ту је забиљешка о томе да се у вароши Белина налази 70 хришћанских кућа и Српско-православна цркава, прављена од плота (уплетено шибље), облипљена блатом и покривена шиндром. То је било у вријеме окупације Бијељине, 1718—1739.
У првој половини 19. вијека православци су у Бијељини имали капелицу, која је грађена „у бондрук“ и дотрајала. Године 1867. османска власт је одобрила да се подигне нова српско-православна цркава. Земљиште је, према предању, великодушно и са халалом поклонила Ханумица Османбеговић, али из непознатих разлога, њено име није уписано ни у црквеном љетопису. На том земљишту, у тадашњој махали Мусто, започета је градња цркве 1867. године и довршена 1870. године. Грађена је у мјешавини византијског и руског стила, а посвећена је великомученику Св. Георгију. Црква је подигнута без звоника, који је подигнут током аустроугарске окупације, 1879. године. За вријеме османске владавине била су забрањена црквена звона, па су вјерници на богослужењу позивани дрвеном „клепком“. Успомена на ову клепку била је сачувана до иза Првог свјетског рата. Приликом значајних празника, вјерници су позивани клепком на богослужење, иако су тада постојала црквена звона. Црква има лијеп иконостас. Последњи пут је вршена рестаурација олтара 1949/50. године, а радове је обавио, веома стручно, академски сликар Карло Мацек, који се касније иселио у Аустралију. Црква је била покривена „бибер“ цријепом, све до 1979. године, када је цријеп уклоњен, а умјесто њега је постављен бакарни лим.
Преко пута цркве, још од 1838. године, постојала је Српска основна школа. Нова зграда за ту школу је подигнута 1902. године. Кроз ову школу су прошле генерације све генерације Срба у Бијељини, све до избијања Првог свјетског рата, када је у школи забрањен рад од стране окупатора. Црквена зграда, захваљујући бијељинским Муслиманима и њиховој декларацији, није страдала у Другом свјетском рату, што је задесило цркву у Брчком и неким другим мјестима.